# 須田達史
須田 達史（すだ たつし、1964年 - ）は、日本の身体哲学者。長崎県長崎市出身。『中心道』創始者。中心道文武協会　代表。JAPANコアチューニング協会　代表。自らの武道経験や身体操作法に基づき、身体から思考を変える「身体哲学」を提唱。

## 来歴
1964（昭和39）年7月25日、長崎県長崎市に生まれる。幼少期から剣道、柔道、空手を学ぶ。長崎日本大学高校に入学後、16歳で国際空手道連盟極真会館長崎支部に入門。
高校を卒業後、陸上自衛隊に入隊、習志野第一空挺団に配属。1984年に除隊。国際空手道連盟極真会館総本部に再入門、19歳で黒帯を取得。
1984年、キックボクシングに転向。23歳で日本キックボクシング連盟バンタム級の日本チャンピオンとなる。その後、タイ・オランダのジムでトレーニングを積む。オランダではオランダメジロジムに所属、当時の会長であったヤン・プラスから指導を受ける。
現役引退後、東京都墨田区の錦糸公園でキックボクシング、空手、シュートボクシング、K-1など、競技・団体の枠を超えて格闘技の指導を行う「TEAM ZERO」を主宰。
格闘技のセコンドとして世界チャンピオンを8名、日本チャンピオンを20名輩出する。当時セコンドとして付いていた代表的な選手に、元WKAムエタイ世界ライト級王者の小林聡などがいる。
格闘技のセコンドを務める傍ら、肥田式強腱術をベースとして自身の格闘技経験や、トレーナーとしての経験、さらには日本武道医学専門学院で学んだ人体の知識などを統合した、身心調律メソッド「コアチューニング®️」を開発。2019年、JAPANコアチューニング協会を創設。
2005年、タイ、台湾などから子どもの格闘技選手を招待、日本の子どもたちとの試合を通じ、国際交流を深めることを目的としたNPO法人、Kリーグインターナショナルネットワークスを設立。
2007年、自らの武道経験、並びに格闘技のセコンドとしての経験を通じて磨かれた、人間の性格や本質を見抜く洞察力・指導力を生かし、主に経営者を対象とした人財育成機関「人間塾」を開始。
2014年、自身の武道経験と、肥田式強健術などをベースにした身体操作法、脳科学、量子力学などを統合した「身体哲学」を提唱し、「中心道」を創始。
2020年、静岡県熱海に「中心道文武会館」を設立。

## 人物
自身が創始した中心道の目的を「武道の叡智を現代に活かし、日本から世界で活躍する人財を輩出する」としている。また、中心道は「人生を自由自在に生きるための文武両道教育プログラム」であるとしており、精神や価値観を学ぶプログラムに加え、身体操作の技術を学ぶプログラムが存在する。
同じく、自身が創始した「コアチューニング®️」はエネルギーの源「丹田」、及び身体の中心「体幹」を整えることで、人が持っている身心の可能性を引き出すメソッドであると説明している。
自らが強く影響を受けた人物として、極真空手の創始者である大山倍達、キックボクシングの指導を受けた黒崎健時、コアチューニングのベースとなった肥田式強健術の考案者、肥田春充、メンタルトレーニングのパイオニア、株式会社サンリ 会長　西田文郎などの名を挙げている。

## 著作

### 書籍
『人間の芯をつくる本気の子育て』現代書林、2007年7月。ISBN：9784774510484[4]
『ブレない「ハラ」の力を生む!! 体幹チューニング』（DVD）ビーエービージャパン 、2008年12月、ISBN：9784862204141
『７つの本気 ～今、私たちのすべきこと』（共著）現代書林、2011年9月。ISBN：9784774513300[5]
『やせる！体幹チューニング 体が目覚め腸が動き出す！』マキノ出版、2012年5月。ISBN：9784837671756[6]

### 自伝
『須田達史「波瀾万丈伝」』シリーズ（全８巻）Kindle、2018年7月。ASIN：B07FDTP7L7

### オーディオブック
『本気のセミナー vol.1』（共著）ラムゼス、2015年6月。ASIN：B010GPM9N4